# فردریک فیلد
فردریک فیلد (انگلیسی: Frederick Field; ۱۸ آوریل ۱۸۷۱ – ۲۴ اکتبر ۱۹۴۵) افسر ارشد نیروی دریایی پادشاهی بریتانیا بود. او در شورش باکسر به عنوان فرمانده یک گروه مهاجم و در جنگ جهانی اول به عنوان افسر فرمانده نبردناو شاه جورج پنجم،، پرچمدار دریاسالار مارتین جرام در نبرد جوتلند در ماه مه ۱۹۱۶ خدمت کرد. او قبل از خدمت به عنوان لرد اول دریا در اوایل دهه ۱۹۳۰، فرمانده کل ناوگان مدیترانه شد. در این نقش، او با واکنش به شورش اینورگوردون در سپتامبر ۱۹۳۱ مقابله کرد و در سال ۱۹۳۲ لغو «قانون ده ساله» را تضمین کرد. این قانون تلاشی از سوی خزانه‌داری برای کنترل هزینه‌های دفاعی بود که با درخواست از وزارت امور خارجه برای اعلام اینکه آیا در ده سال آینده خطر جنگ وجود دارد یا خیر، انجام شد.